# Julie De Wilde
Julie De Wilde   (Gant, 8 de desembre de 2002) és una ciclista professional belga de carretera i de ciclocròs. En ruta competeix amb el Fenix-Deceuninck, equip de la màxima categoria mundial, i en ciclocròs amb el Crelan-Fristads.

## Palmarès de carretera
- 2019
  -  Campiona de Bèlgica en contrarellotge júnior
  - Vencedora d'una etapa a la Watersley Ladies Challenge júnior
  - 2a als Campionats del món de ciclisme en ruta júnior
- 2020
  - Vencedora d'una etapa a la Watersley Ladies Challenge júnior
- 2021
  - 1a al Grote Prijs Tania De Jonge
- 2022
- 1a a Konvert Kortrijk Koerse
- 1a a Grisette Gran Premi de Valònia
- 2023
  - 1a al Diamond Tour
  - 3a als Campionat del Món de ciclisme en contrarellotge sub-23
- 2024
  - 3a als Campionat del Món de ciclisme en contrarellotge sub-23
- 2025
  - 1a al Gran Premi Oetingen

#### Resultats al Tour de França
- 2022: 46a posició
- 2023: 82a posició
- 2024: 85a posició

## Palmarès de ciclocròs
- 2018-2019
  -  Campiona de Bèlgica de ciclocròs júnior
  - 2019-2020
  -  Campiona de Bèlgica de ciclocròs júnior

## Palmarès en pista
- 2019
  -  Campiona de Bèlgica en persecució júnior